# La Poly Normande 2019
La Poly Normande 2019, trentanovesima edizione della corsa e valevole come evento dell'UCI Europe Tour 2019 categoria 1.1, si svolse il 18 agosto 2019 su un percorso di 168,9 km, con partenza da Avranches e arrivo a Saint-Martin-de-Landelles, in Francia. La vittoria fu appannaggio del francese Benoît Cosnefroy, il quale completò il percorso in 3h55'19", alla media di 43,065 km/h, precedendo i connazionali Valentin Ferron e Damien Touzé.
Sul traguardo di Saint-Martin-de-Landelles 69 ciclisti, su 103 partiti da Avranches, portarono a termine la competizione.

## Squadre e corridori partecipanti
| N.    | Cod. | Squadra                         |
| ----- | ---- | ------------------------------- |
| 1-7   | COF  | Cofidis, Solutions Crédits      |
| 11-17 | NRL  | Natura4Ever-Roubaix-Lille Métr. |
| 21-27 | VCB  | Vital Concept-B&B Hotels        |
| 31-37 | PCB  | Team Arkéa-Samsic               |
| 41-47 | ALM  | AG2R La Mondiale                |
| 51-57 | AUB  | St Michel-Auber 93              |
| 61-67 | GFC  | Groupama-FDJ                    |
| 71-77 | DMP  | Delko Marseille Provence        |

| N.      | Cod. | Squadra                    |
| ------- | ---- | -------------------------- |
| 81-87   | TDE  | Total Direct Énergie       |
| 91-97   | BRT  | BEAT Cycling Club          |
| 101-107 | CCD  | Team Differdange GeBa      |
| 111-117 | AKT  | Akros-Thömus               |
| 121-127 | DHB  | Canyon dhb p/b Bloor Homes |
| 131-136 | EVO  | EvoPro Racing              |
| 141-147 | TIS  | Tarteletto-Isorex          |

## Ordine d'arrivo (Top 10)
| Pos. | Corridore          | Squadra       | Tempo    |
| ---- | ------------------ | ------------- | -------- |
| 1    | Benoît Cosnefroy   | AG2R          | 3h55'19" |
| 2    | Valentin Ferron    | Direct        | a 2"     |
| 3    | Damien Touzé       | Cofidis       | a 14"    |
| 4    | Alexandre Delettre | Delko Mar.    | s.t.     |
| 5    | A. Paret-Peintre   | AG2R          | s.t.     |
| 6    | Yoann Paillot      | Auber 93      | s.t.     |
| 7    | Paul Ourselin      | Direct        | s.t.     |
| 8    | Anthony Delaplace  | Arkéa         | s.t.     |
| 9    | Dimitri Claeys     | Cofidis       | a 1'57"  |
| 10   | Adrien Garel       | Vital Concept | a 2'45"  |